# Erythrodiplax umbrata
Erythrodiplax umbrata är en trollsländeart som först beskrevs av Carl von Linné 1758.  Erythrodiplax umbrata ingår i släktet Erythrodiplax och familjen segeltrollsländor. Inga underarter finns listade i Catalogue of Life.

## Bildgalleri

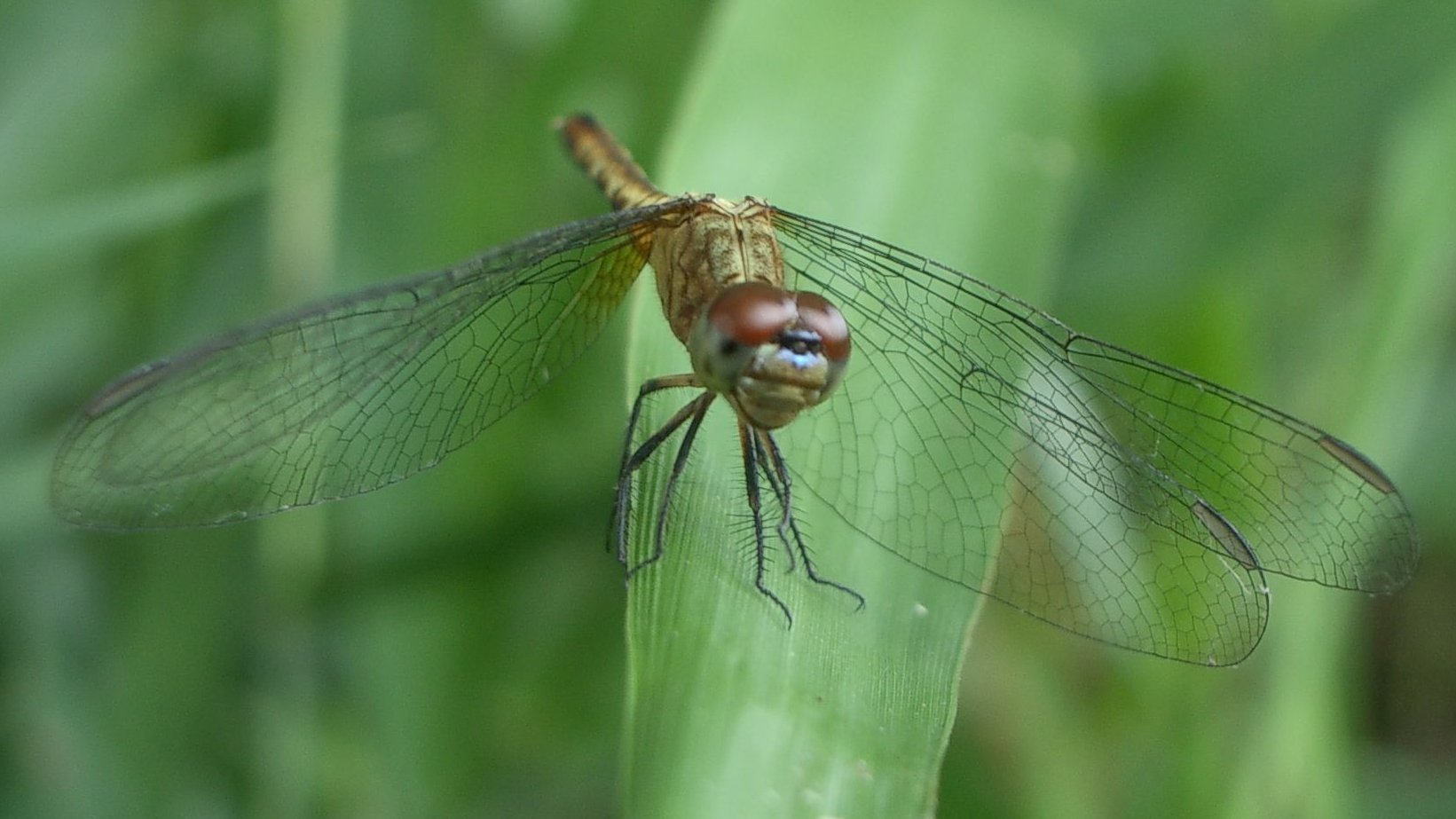
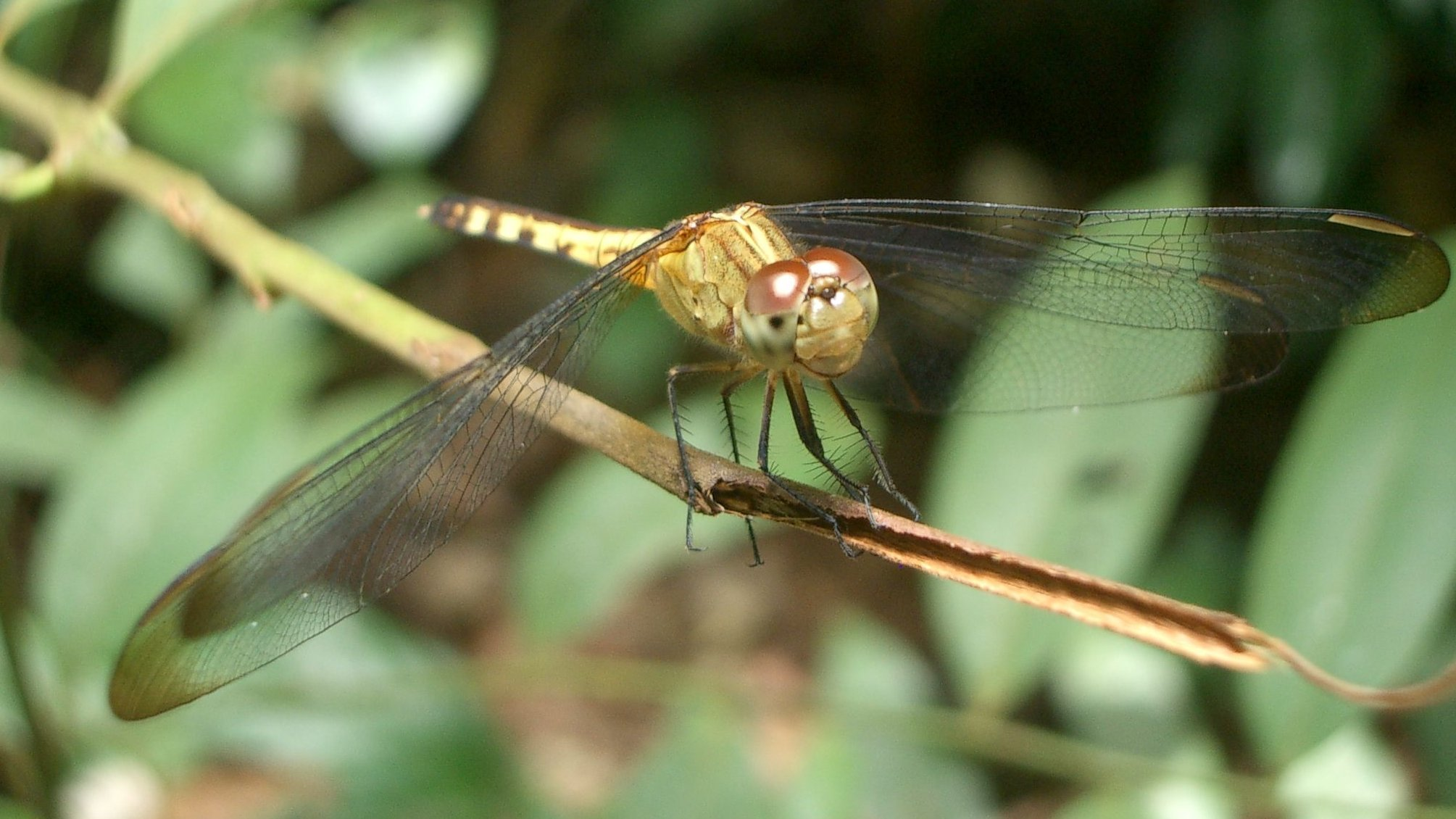
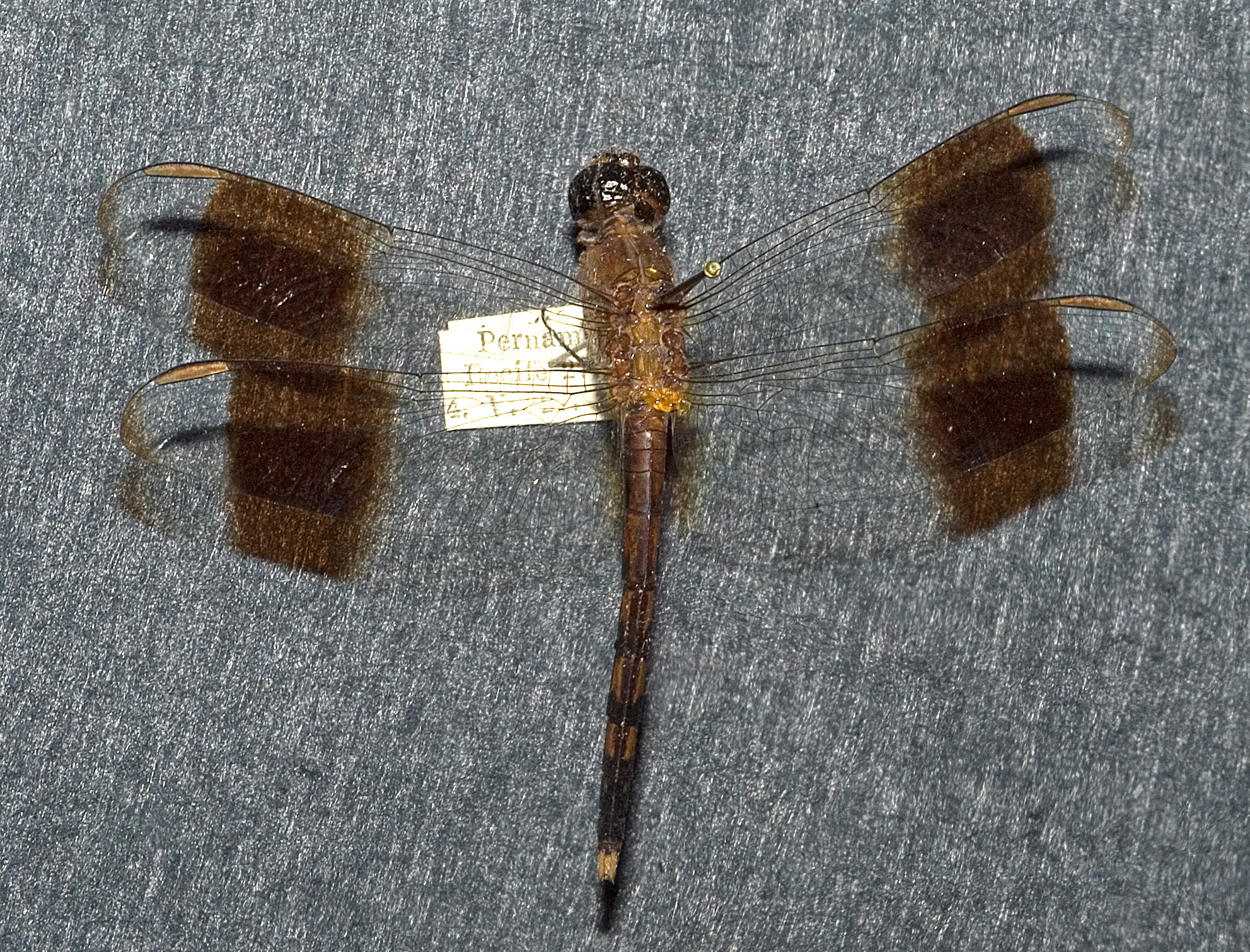